# Savignano Irpino
Savignano Irpino (già Savignano di Puglia fino al 1963) è un comune italiano di 1 023 abitanti della provincia di Avellino in Campania. Il centro abitato è arroccato su un rilievo a forma di sella in posizione dominante la valle del Cervaro.

## Geografia fisica

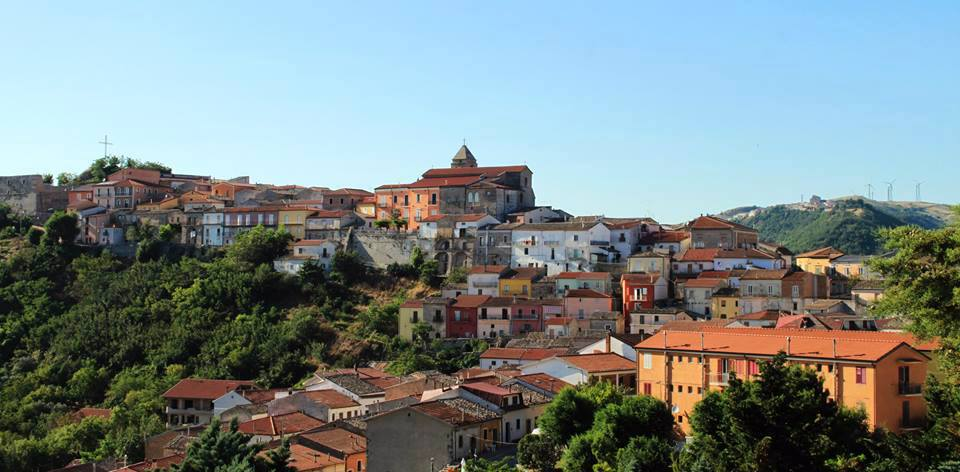
Panorama del centro abitato

Posto a destra del fiume Cervaro, lungo la strada statale 90 delle Puglie, ai confini con la stessa Puglia, si sviluppa tra i due colli della Tombola e del Calvario a guisa di una sella. Nel suo territorio sgorga un'acqua sulfurea che alimenta un laghetto naturale e un ruscello.
La media valle del Cervaro è rivestita da un esteso bosco naturale di latifoglie; tra la fauna è notevole la presenza del cinghiale reitrodotto a fini venatori, mentre contraddittoria è la presenza del lupo, benché la sua presenza nel passato fosse ampiamente documentata.

### Clima
La stazione meteorologica di Ariano Irpino, situata a breve distanza e ad analoga altitudine, costituisce il riferimento per Savignano Irpino. Il clima, di tipo temperato fresco, si caratterizza per le temperature mediamente miti e per le precipitazioni moderate con nevicate invernali e siccità estiva.

## Storia
I primi insediamenti presso le località Ferrara e a Monte Sant'Angelo risalgono all'era paleolitica. Diversi gruppi etnici si sono succeduti nella zona: Umbro-sabelli, Osci, Sanniti e poi Ostrogoti, Bizantini e Longobardi. La costruzione del castello (Castrum Sabinianum, attestato fin dall'alto medioevo), di cui rimangono alcune mura perimetrali, recentemente restaurate, è databile tra VII e VIII secolo e si rese necessaria per le scorrerie in quegli anni frequentissime. I Normanni, che sul vicino altipiano della Ferrara vi tennero le Assise di Ariano del 1142, successivamente svilupparono e organizzarono meglio l'insediamento cingendolo di mura e fortificazioni.
Durante tutta l'epoca normanna Savignano, unitamente alla Ferrara e all'antica Greci, entrò a far parte di una baronia dipendente dalla contea di Ariano. Tale baronia è attestata per l'ultima volta in epoca aragonese, quando era ormai parte della provincia di Principato Ultra.
Appartenente alla provincia di Capitanata sotto il Regno delle due Sicilie, dopo l'Unità d'Italia nel 1861 il Comune fu aggregato alla provincia di Avellino. Esso mantenne il nome di Savignano fino al 1862 quando acquisì, singolarmente visto l'avvenuto cambio di pertinenza provinciale, la specificazione “di Puglia” che servì a differenziarlo da omonimi comuni siti rispettivamente in Romagna e in Emilia.
Nel 1963 il comune mutò nuovamente il suo nome da Savignano di Puglia a Savignano Irpino, il che riflette la duplice afferenza che quel territorio di confine dovette avere in relazione alle due terre e l'avvenuto cambiamento di pertinenza a livello amministrativo.
Due eventi disastrosi hanno caratterizzato il secondo dopoguerra: il terremoto del 1962, che arrecò gravissimi danni al patrimonio edilizio-abitativo e ai beni culturali locali, e il successivo sisma del 1980 che provocò, invece, danni molto più contenuti.
Nel 2006 c'è stato un referendum, poi non valido per mancato raggiungimento del quorum, inerente all'eventualità che il comune passasse dalla regione Campania alla Puglia.

### Simboli
Lo stemma è così descritto nello statuto comunale: 

## Monumenti e luoghi d'interesse

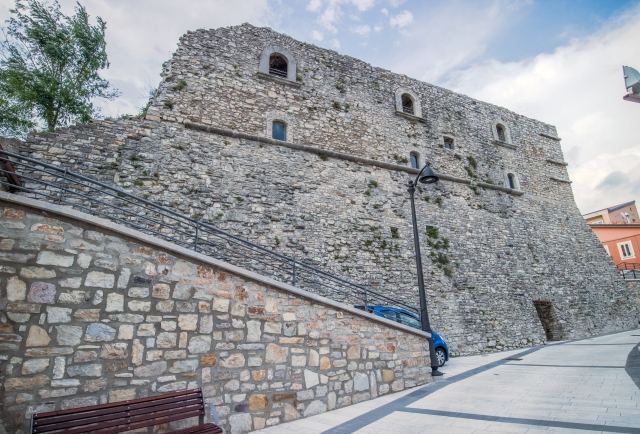
Uno scorcio del Castello de Guevara

- Castello de Guevara, di epoca normanna, parzialmente restaurato; faceva parte di un più esteso sistema di difesa che cingeva l'intero borgo medioevale[7]. L'interno è stato riconvertito in un centro congressi.
- Chiesa madre di San Nicola e Sant' Anna (XIV secolo). L'interno a tre navate è a croce latina, si contraddistingue per le colonne in pietra viva e per il battistero con portale in pietra del 1514[7]. La facciata divisa in tre parti, sormontate da rosoni, è in stile neoclassico. Il campanile, separato dalla chiesa, corrisponde a una delle torri che costituivano il sistema difensivo dell'abitato.
- Chiesa del Purgatorio, sul corso principale del paese, custodisce la statua settecentesca della Madonna Immacolata[7].
- Chiesa della Madonna delle Grazie, di antica origine ma più volte sottoposta a rimaneggiamenti[7].
- Palazzo Orsini. Costruito nel 1727 per volere di papa Benedetto XIII come Hospitius pro peregrinis, è la sede del municipio.[14]
- Fontana Angelica.
- Porta Lizza: la più antica, posta lungo la via dei Finestroni.
- Porta Grande: affaccia sulla piazza principale, e dà accesso al nucleo medioevale del centro storico.
- Belvedere della Tombola: da esso si può godere un ampio panorama sulla valle del Cervaro.
- Belvedere del Calvario: è posto sul colle opposto alla Tombola e chiude il centro urbano.
- Altipiano della Ferrara, località storica situata a circa 7 km dal centro cittadino. Vi si trovano reperti risalenti al neolitico e resti di una villa romana, nonché la solitaria chiesa di Santa Sofia sorta in cima a una collina; di un grande castello medievale[7] rimane invece soltanto il nome di un'altura (monte Castello, 807 m s.l.m.) alle cui falde sgorga una fonte sulfurea. Presso tali luoghi storici si tenne, nel 1142, la seconda sessione delle assise di Ariano.

## Società

### Evoluzione demografica
Abitanti censiti

### Religione
Il territorio comunale è incluso nella forania Miscano-Fortore-Cervaro della diocesi di Ariano Irpino-Lacedonia.

### Istituzioni, enti e associazioni
Nel centro cittadino è ubicato il centro geriatrico Don Orione, sorto nel 1968 e gestito dall'omonima fondazione intitolata a Luigi Orione; la struttura è abilitata all'accoglienza, alla terapia e alla riabilitazione di circa sessanta pazienti. Donata dal Commendatore Magnatta Luciano.

## Cultura
Fin dal 2016 Savignano Irpino è parte del club I borghi più belli d'Italia.
Il comune è inoltre il primo nella regione Campania a potersi fregiare della Bandiera gialla rilasciata dall'Associazione campeggiatori turistici d'Italia.

## Economia
L'agricoltura costituisce la base dell'economia locale e su di essa poggiano molte delle attività artigianali presenti sul territorio (panifici, caseifici, salumifici). Un certo rilievo conserva anche l'olivicoltura, poiché il territorio comunale è compreso nell'area di produzione dell'olio extravergine DOP Irpinia - Colline dell'Ufita, derivante dalla pregiata cultivar Ravece. Un prodotto tipico del territorio è la pasta casereccia mentre sono pressoché scomparse le tradizionali produzioni di gesso e mobili. A partire dalla fine del Novecento è invece in incremento il settore dell'energia da fonte rinnovabile; notevole è in particolare la diffusione dei parchi eolici.

## Infrastrutture e trasporti

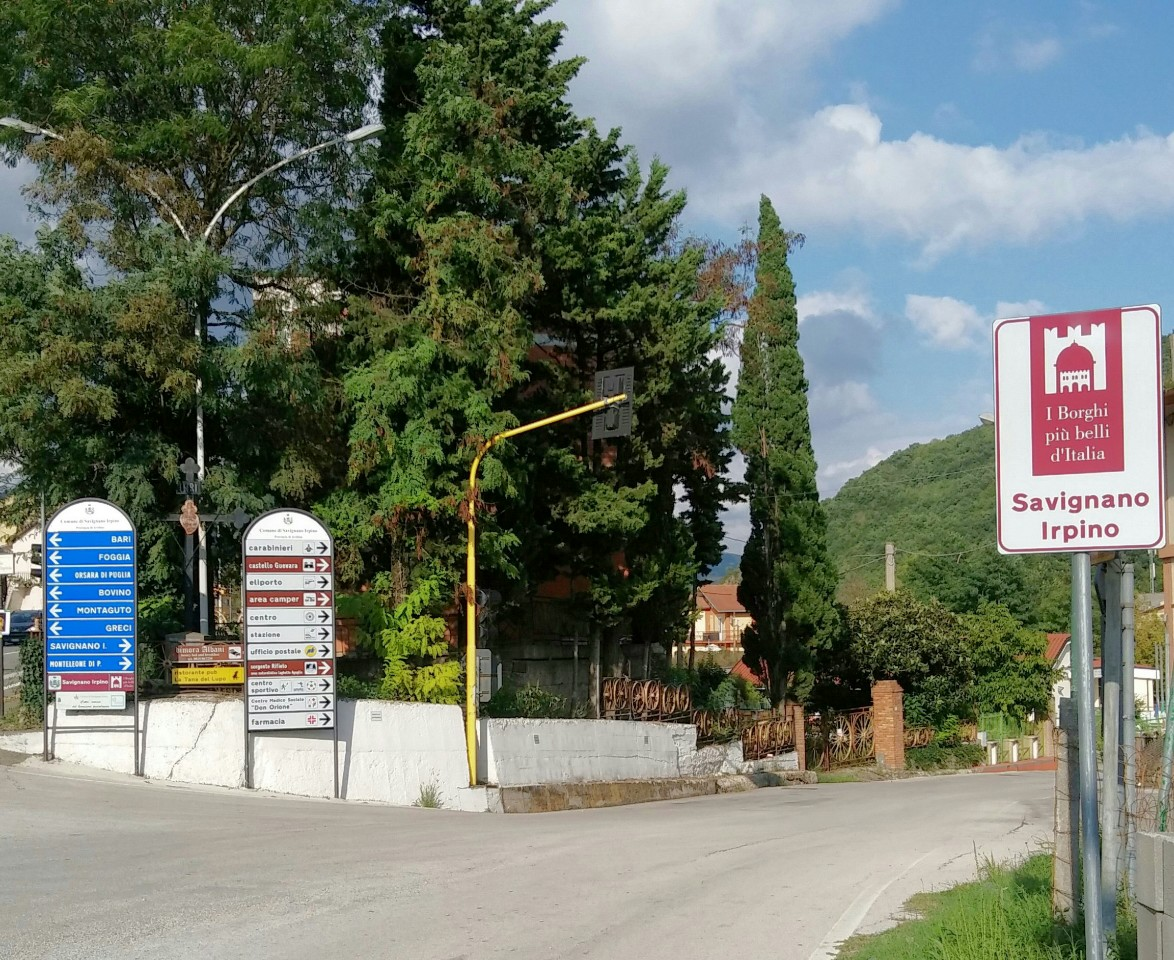
Il punto d'incrocio tra la SS 90 delle Puglie e l'ex SS 91 bis Irpina, presso la stazione ferroviaria

### Strade
La principale arteria stradale, che interessa il territorio comunale con direttrice est-ovest attraversando la frazione Savignano Scalo, è la strada statale 90 delle Puglie che consente i collegamenti con Avellino, Benevento e Foggia, città equidistanti circa 50 km da Savignano.
Un'altra arteria importante è l'ex strada statale 91 bis Irpina Savignano Scalo-Vallata, che invece interessa il territorio con direttrice nord-sud attraversando il centro cittadino alla volta del comune limitrofo di Monteleone di Puglia.

### Ferrovie
La stazione ferroviaria di Savignano-Greci, ubicata alla frazione Savignano Scalo e posta lungo la tratta Benevento-Foggia, è ormai preclusa al traffico merci (un tempo fiorente) mentre il servizio passeggeri, limitato ai soli giorni lavorativi (sabato incluso), a partire dal 2010 viene svolto per mezzo di autoservizi sostitutivi.
Nel territorio comunale di Savignano risiede inoltre la stazione di Montaguto-Panni, anch'essa sostituita dalla fine del 2010 dal trasporto su gomma.

### Mobilità
Nei giorni lavorativi le autolinee AIR effettuano collegamenti giornalieri con Ariano Irpino, distante meno di 20 km.

## Amministrazione

### Gemellaggi
- Savigneux
- Essenbach

### Altre informazioni amministrative
Il comune fa parte della Comunità montana dell'Ufita.

## Sport

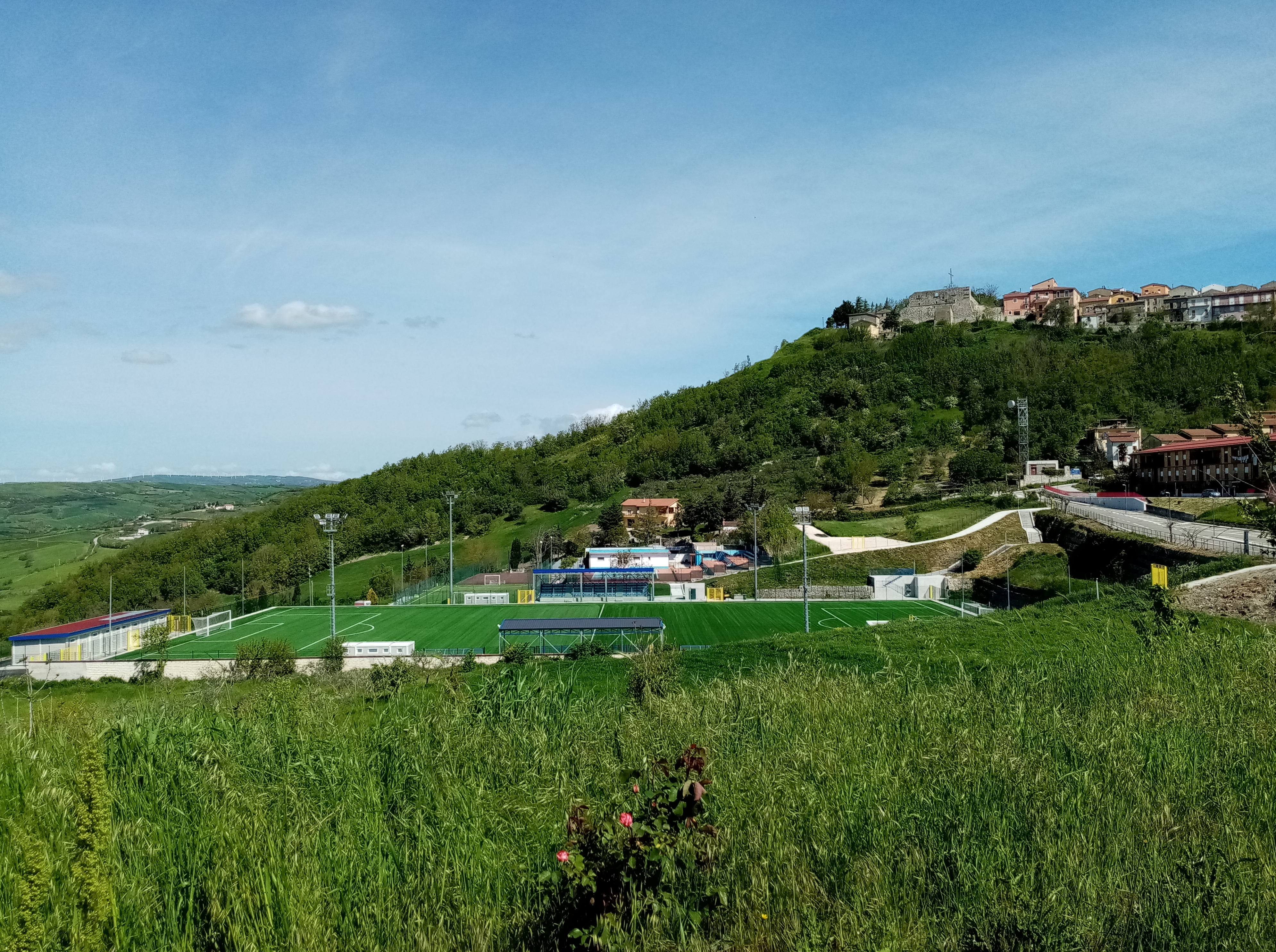
Il campo sportivo alle falde del borgo

### Impianti sportivi
- Campo da calcio comunale in erba sintetica
- Campo da calcetto comunale in erba sintetica
- Campo da tennis comunale
- Piscina scoperta comunale
- Bocciodromo coperto comunale
- Area attrezzata per camper